# 에리카 엘러니액
에리카 엘러니액(Erika Eleniak, 1969년 9월 29일 ~ )은 《플레이보이》의 플레이메이트이자 전 모델 겸 배우로 《베이와치》에서 샤니 매클레인 역을 맡은 것으로 유명하다. 《E.T.》에서 단역을 맡아 영화에서 첫 출연했으며 이후로 《더 블롭》, 《언더 시즈》, 《더 베벌리 힐빌리즈》 등 영화에 출연했다.

## 어린 시절
엘러니액은 캘리포니아주 글렌데일에서 태어났다. 여자형제 네 명과 남자형제 한 명으로 구성된 일가에서 맏딸이었다. 아버지는 캐나다 앨버타 주 에드몬튼에서 태어난 우크라이나 혈통이며 어머니는 에스토니아 사람으로 독일 혈통이었다. 엘러니액의 부모는 이혼했다. 로스앤젤레스 밴나이즈에 위치한 로버트 펄튼 중학교(Robert Fulton Junior High)와 밴나이즈 고등학교(Van Nuys High School)를 졸업했다.

## 경력

### 모델
19살이 되던 1989년, 엘러니액은 1989년 7월호 플레이보이 잡지에서 자연적 주제를 활용한 사진에서 등장했다.

### 텔레비전
1989년, TV 시리즈 《찰스 인 시카고》에서 찰스의 여자친구 스테파니 커티스 역으로 수시로 등장했다. 같은 해 《베이와치》의 역을 따내는 데 성공해 샤니 매클레인을 연기했고 1989년부터 1992년까지 지속했으나 시즌 3의 두 번째 에피소드를 뒤로하고 하차했다. 1990년 11월 16일 방영된 《풀 하우스》의 〈원 라스트 키스〉에서 제시(존 스테이모스)의 고등학교 여자친구 캐리를 연기하기도 했다.
2005년 6월부터 시작한 리얼리티 텔레비전 시리즈 《더 리얼 길리건스 아일랜드》의 시즌 2 출연진의 일원이었다. 엘러니액은 생애 전체에 걸쳐 몸무게 문제로 씨름해왔다. 한 예로, 그는 식이 장애 때문에 체중 미달이었고 한 번은 완하제 오용으로 병원 신세를 졌다. 2006년 과체중을 겪었고 이를 계기로 VH1의 리얼리티 텔레비전 시리즈 《셀러비리티 피트 클럽》의 네 번째 시즌에서 참가자가 되었다.

### 영화
엘러니액의 첫 장편영화 출연은 1982년 영화 《E.T.》의 교실 씬에서 엘리엇에게 키스를 받는 소녀 역으로 시작되었다. 성인기 첫 영화 출연은 1988년 호러 리메이크작 《더 블롭》에서 비키 데 소토 역을 맡은 것으로, 영화 내의 생명체의 희생양이 된다. 1992년, 영화 활동을 재개한 엘러니액은 《언더 시즈》에서 미 해군 전함 USS 미주리함에서 열린 함장의 생일파티에서 스트립쇼를 펼치는, 플레이메이트 조던 테이트 역을 연기했다. 영화 내에서 그는 '1989년 7월의 미스 줄라이, 조던 테이트'로 묘사되며 실제로 엘러니액은 해당 달에 이달의 플레이메이트로 선정되었다.
1993년에는 《더 베벌리 힐빌리즈》의 영화화 작품에서 엘리 메이 클램피트 역으로 출연했다. 이듬해 데니스 호퍼가 연출한 로맨틱 코미디 영화 《체어스》에 출연했다. 영화의 공동 주연 중 한 명인 윌리엄 맥나마라는 잠시 엘러니액의 약혼자가 되었다. 1995년에는 맥나마라와 함께 《걸 인 더 캐딜락》이란 다른 영화를 찍었다. 같은 해 인터랙티브 비디오 게임 《패닉 인 더 파크》에서 쌍둥이를 연기했다. 독립 영화 제작을 계속하기도 한 그는 《윌리엄 볼드윈의 러브 스토리》 (1995), 《크리프트 스토리 - 뱀파이어와의 정사》 (1996) 《에드 맥베인스 87회 프리싱트: 히트웨이브》 (1997), 《스나이퍼 2》 (1998), 《원 핫 서머 나이트》 (1998), 《네비게이터》 (1999), 《스텔스 파이터스》 (1999), 《더 오포넌트》 (2000), 《베가스, 시티 오브 드림스》 (2001), 《세컨드 투 다이》 (2002), 《세이크다운》 (2002), 《스노우바운드》 (2001), 《배신》 (2003), 《스트라이크 포스》 (2003) 등 작품에서 참여했다.

### 기타
2006년, 영국의 코미디 팟캐스트 《80년대 영화 및 음악 축제 카페》에 출연하여 진행자 로스 다일러, 줄리언 베이스와 자신의 경력을 논했다. 《베이와치》에 대해서는 가벼운 시각을 가지고 있다는 것과 《셀러비리티 피트 클럽》 촬영의 고충을 이야기했다.